# Сверче (гмина)
Сверче (пол. Świercze) — сельская гмина (уезд) в Польше, входит как административная единица в Пултуский повет, Мазовецкое воеводство. Население — 4801 человек (на 2004 год).

## Демография
| Перепись                       | Всего   | Всего | Женщины | Женщины | Мужчины | Мужчины |
| ------------------------------ | ------- | ----- | ------- | ------- | ------- | ------- |
| Единицы                        | человек | %     | человек | %       | человек | %       |
| Население                      | 4801    | 100   | 2375    | 49,5    | 2426    | 50,5    |
| Плотность населения (чел./км²) | 51,6    | 51,6  | 25,5    | 25,5    | 26,1    | 26,1    |

## Сельские округа
1. Бродово
2. Брулины
3. Былице
4. Хмелево
5. Дзярно
6. Гай
7. Гонсёрово
8. Гонсёрувек
9. Годаче
10. Голембе
11. Клюково
12. Клюкувек
13. Косёрово
14. Косцеше
15. Ковалевице-Нове
16. Ковалевице-Влосчаньске
17. Остшенево
18. Прусиновице
19. Стпице
20. Стшегоцин
21. Сульково
22. Сверче
23. Сверче-Сюлки
24. Сверково
25. Свешевко
26. Свешево
27. Выжики
28. Выжики-Пенкале

## Соседние гмины
1. Гмина Гзы
2. Гмина Насельск
3. Гмина Нове-Място
4. Гмина Соньск
5. Гмина Винница